# But Michigan
Au hockey sur glace, un but « Michigan » (aussi nommé « but Zorro » en Europe) est un but de style lacrosse où un attaquant compte depuis l'arrière du filet. Le joueur soulève la rondelle et la place sur sa lame de bâton pour ensuite pivoter et projeter la rondelle dans le coin supérieur du filet, par-dessus l'épaule du gardien de but.

## Histoire
Le premier hockeyeur à réussir la manœuvre est Bill Armstrong alors qu'il joue pour les River Rats d'Albany au début des années 90. Son coéquipier de l'époque, Mike Legg, apprend la technique d'Armstrong et compte à son tour ce type de but le 24 mars 1996. Le but important de Legg permet à son équipe de l'Université du Michigan de remporter le match contre l'Université du Minnesota lors d'un tournoi de la NCAA. Ce type de but est depuis nommé « but Michigan » en raison de l'université pour laquelle jouait Legg.
Le premier joueur à réussir l'exploit dans un match de la LNH est Andreï Svetchnikov des Hurricanes de la Caroline lors d'un match de la saison 2019-2020 contre les Flames de Calgary. Trevor Zegras a également réussi cette manœuvre à deux reprises lors de sa saison recrue (2021-2022), devenant le deuxième joueur de la LNH à le faire. Son premier était contre Samuel Montembeault des Canadiens de Montréal.